# NGC 4174
NGC 4174 ist eine linsenförmige Galaxie vom Hubble-Typ S0-a im Sternbild Haar der Berenike am Nordsternhimmel. Sie ist schätzungsweise 180 Millionen Lichtjahre von der Milchstraße entfernt und hat einen Durchmesser von etwa 40.000 Lj. Gemeinsam mit NGC 4169, NGC 4173 und NGC 4175 bildet sie ein optisches Quartett, das im Englischen The Box genannt wird.
Das Objekt wurde am 11. April 1785 von dem deutsch-britischen Astronomen William Herschel entdeckt.